# Megalophanes luteipalpis
Megalophanes luteipalpis is een vlinder uit de familie van de zakjesdragers (Psychidae). De wetenschappelijke naam van deze soort is voor het eerst voorgesteld als Psyche ?? luteipalpis door Francis Walker in een publicatie uit 1870.
De soort komt voor in Egypte, Saudi-Arabië en het Midden-Oosten.